# Scotophilus nigrita
Scotophilus nigrita é uma espécie de morcego da família Vespertilionidae. Pode ser encontrada na Senegal, Costa do Marfim, Gana, Togo, Nigéria, República Democrática do Congo, Sudão, Uganda, Quênia, Tanzânia, Maláui, Moçambique e Zimbábue.